# الدعم الأجنبي لأوغندا في الحرب الأوغندية التنزانية
اضطلع الدعم الأجنبي بدور هام لأوغندا أثناء الحرب الأوغندية التنزانية في الفترة 1978-1979. وقبل هذا الصراع، كانت جمهورية أوغندا الثانية برئاسة الرئيس عيدي أمين تعاني عموما من توتر العلاقات الدولية. وبناء على ذلك، لم يقدم سوى عدد قليل من الدول وحلفائها من غير الدول إلى أوغندا دعما عسكريا كبيرا خلال الحرب، والأهم من ذلك ليبيا في عهد معمر القذافي و‌منظمة التحرير الفلسطينية. واعتُبر تدخل هذين الطرفين أمراً بالغ الأهمية لقدرة أمين على البقاء في السلطة خلال المراحل الأخيرة من الحرب، رغم أنها لم تمنع هزيمة أوغندا في نهاية المطاف. ومع ذلك، وكان هناك العديد من الادعاءات بشأن دول وجماعات أخرى في أفريقيا والعالم العربي وأوروبا وآسيا تزود أمين بالعتاد والجنود والأموال، على الرغم من أن معظم هذه الادعاءات لا تزال غير قابلة للتحقق منها.

## خلفية
خلال حكمه من عام 1971 إلى عام 1979، تحولت التحالفات والاصطفافات الدولية في عهد أمين بشكل متكرر. وقد برهن انه انتهازي، اذ تخلى عن حلفائه عندما لم يعودوا مفيدين. وقد ساعده ذلك على البقاء في السلطة ومنع القوى الخارجية من التأثير كثيرا على أوغندا. على الجانب الآخر، اكتسب أمين سمعة بأنه رجل قوي لا يمكن التنبؤ به، عدوانياً، ولا يمكن الاعتماد عليه. وفي السنوات التي سبقت حرب أوغندا وتنزانيا، أقام صلات وثيقة للغاية مع ليبيا في عهد معمر القذافي، ومنظمة التحرير الفلسطينية، و‌الكتلة الشرقية. غير أن علاقاته مع الاتحاد السوفياتي وحلفائه ساءت في عام 1978، مما أدى إلى انخفاض المعونة الأجنبية قبل اندلاع الحرب في أوغندا وتنزانيا. وبالإضافة إلى ذلك، فرضت الولايات المتحدة عقوبات اقتصادية على أوغندا رداً على سجل حكومة أمين في مجال حقوق الإنسان. وأدى ذلك إلى إضعاف موقفه إلى حد كبير، وألحق مزيدا من الضرر باقتصاد أوغندا الذي كان يكافح أصلا.

## الدعم المؤكد من الدول

### ليبيا

#### الخلفية والمشاركة المبكرة

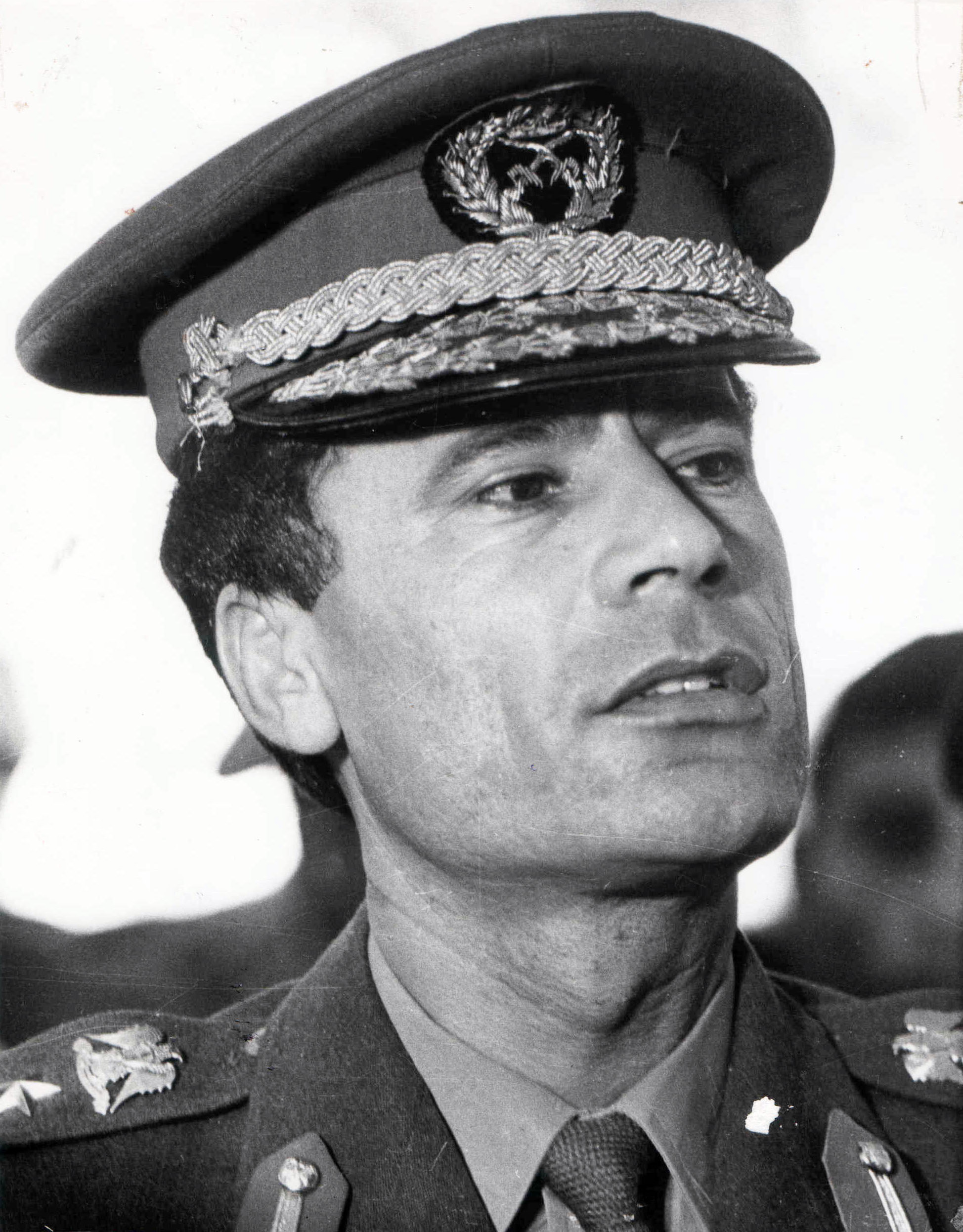
قام الزعيم الليبي معمر القذافي بتزويد أوغندا بقوات ومعدات أثناء الحرب.

كانت ليبيا أقرب حليف لأوغندا وقت حرب أوغندا وتنزانيا. وكانت الأولى قد استثمرت مالياً وسياسياً في أوغندا، حيث كانت الأعمال التجارية الليبية قد استولت جزئياً على مكانة الآسيويين الأوغنديين الذين طُردوا في عام 1972. إضافة على ذلك، اعتبر القذافي أوغندا قاعدة هامة لمنظمة التحرير الفلسطينية المتحالفة مع ليبيا، وحليف في تنافسه مع مصر والسودان. كانت ليبيا «عادة» تمركز نحو 300 إلى 400 جندي في أوغندا قبل حرب عامي 1978 و79.
وقُبيل الغزو الأوغندي لكاغيرا، طلب أمين من القذافي التدخل وحل التوترات «التي يحتمل أن يكون تأثيرها طاغيا» بين أوغندا وتنزانيا، مدعيا أن القوات التنزانية تتحرك في حدود 4.8 كلم (3 اميال) من البلدات الحدودية الأوغندية. بعد اندلاع الحرب بين أوغندا وتنزانيا، دعمت ليبيا التوصل إلى حل عن طريق المفاوضات. وعرضت ليبيا التوسط بين البلدين في نوفمبر 1978، ردت الحكومة الأوغندية بالإيجاب على الاقتراح، لكن المسؤولين التنزانيين رفضوا وساطة ليبيا. وأفادت ذا أوبزرفر عن إرسال قوات وأسلحة ليبية إلى أمين في وقت مبكر يعود إلى 12 نوفمبر 1978. وبعد استعادة التنزانيين منطقة كاغيرا خلال عملية تشاكازا، ادعوا أنهم أسروا بعض التقنيين الإذاعيين الليبيين العاملين إلى جانب جيش أوغندا.

#### قوة التدخل الليبية
فشلت محاولة وساطة ليبية أخرى في فبراير 1979 في التوصل إلى أي حل. مع ثبوت استحالة التوصل إلى حل سلمي، بدأت ليبيا في تقديم الدعم الكامل لحكومة أمين مع القوات والمعدات. شعر القذافي بأن أوغندا - وهي دولة إسلامية في رأيه - مهددة من قبل جيش مسيحي، وأعرب عن رغبته في وقف التنزانيين. وتفيد التقارير أنه قرر الشروع في تدخل عسكري دون استشارة مسؤولين ليبيين آخرين رغم اعتراضات قائد جيشه، الرائد فاروق سليمان. في منتصف فبراير، نقلت القوات الليبية إلى عنتيبي لمساعدة الجيش الأوغندي، رغم أن الحكومة الليبية أنكرت في أوائل آذار مارس إرسال قواتها إلى أوغندا.
وخلال الحرب، تم نشر ما مجموعه 4,500 جندي ليبي في البلد. وشملت قوة التدخل وحدات نظامية تابعة للقوات المسلحة الليبية، وأقسام من ميليشيا الشعب، وأعضاء الفيلق الأفريقي. كان معظم هؤلاء الجنود غير مدربين نسبيا؛ وقليلون هم من المهنيين. واشتكى الرائد سليمان من وجود حاجة إلى وحدات الجيش النظامي في المنزل لحراسة الحدود مع مصر؛ وبناء على ذلك، كان على قوة التدخل أن تعمل مع القوات ذات المعدلات الثانية. لم يُعلم أعضاء عائلة الميليشيا الشعبية حتى انهم أُرسِلوا إلى القتال. وقيل لبعض رجال الميليشيا إنهم نقلوا إلى طبرق لحضور مسيرة احتفالية.
وقد أُجبر آخرون على الاعتقاد بأنهم لن يشاركوا إلا في تدريبات مشتركة مع القوات الأوغندية أو كان من المفترض أن يشاركوا في مناورات عسكرية في جنوب ليبيا. وكانت هناك شائعات أيضاً بشأن تهديد الليبيين بالمشاركة في قوة التدخل. معظم الجنود كانوا في سن كبير نسبيا. وقد جُند الفيلق الأفريقي في معظمه من أفارقة جنوب الصحراء والمرتزقة وجنود جنائيون ليبيون. وهؤلاء هم عادة مجرمون وُعدوا بحريتهم نظير الخدمة العسكرية. أطلق جنود ليبيون عاديون على هؤلاء المقاتلين بـ«فرق الانتحار» لأنهم غالبا ما يتم اختيارهم لعمليات المغاوير الخطيرة. ووفقا للصحفي إدوارد كودي، تضمنت وحدة الفيلق في أوغندا عددا كبيرا من هذه «فرق الانتحار». محلل الاستخبارات الأمريكية كينيث م. وقال محلل الاستخبارات الأمريكية كينيث إن جنود الفيلق الأفريقي الذين تم نشرهم في أوغندا لم يتلقوا سوى نصف التدريب وكانوا من ذوي القيمة القتالية المماثلة في الميليشيا.
وكانت القوة الليبية مجهزة تجهيزا جيدا بالدبابات والمدفعية، وكانت تمتلك قوة نيران أكبر بكثير مما كانت لدى التنزانيين. بالإضافة إلى القوات البرية، أرسلت ليبيا أيضا كميات كبيرة من المعدات العسكرية للجيش الأوغندي. وقد تم تخزين معظم الإمدادات والمعدات العسكرية في عنتيبي دون أن تستخدم قط في القتال لأن القوات الأوغندية ليست لديها القدرة اللوجستية على توزيعها بكفاءة. وخلال الحرب، جُلب معظم الأفراد والعتاد الليبي إلى مطار عنتيبي الدولي بنقل جوي منتظم. نُقل بعضهم أيضاً إلى غولو في شمال أوغندا. كانت هناك تقارير عن فقدان إحدى طائرات النقل الليبية وتحطمها في زائير؛ وكان الناجون يعالجون في مستشفى في كينشاسا.
وبالإضافة إلى القوات والمعدات البرية، أرسلت ليبيا أيضا عناصر من قواتها الجوية. بيد أنه من المشكوك فيه عدد الطائرات الليبية التي أرسلت إلى أوغندا وأنواعها.
وجد الليبيون جنود الجيش الأوغندي منضبطين بشكل سيئ وغير متحمسين؛ وكثيرا ما تركوا وحدهم لمحاربة التنزانيين. لقد اعتبر العديد من الجنود الأوغنديين وصول الليبيون كفرصة للهروب والفرار من البلاد مع أكبر قدر ممكن من الغنائم.

#### مسار التدخل
وفي 9 مارس، نُقل ما يزيد على 1,000 جندي ليبي إلى أوغندا. أمر أمين ليبيين، إلى جانب بعض القوات الأوغندية ورجال حرب التحرير الفلسطينية، بإعادة الاستيلاء على ماساكا. وأسفر هذا الهجوم عن معركة لوكايا انتهت بهزيمة القوات الموالية لأمين.
وأسفرت معركة لوكايا أيضاً عن تفكك الجيش الأوغندي؛ ونتيجة لذلك ظل أمين في السلطة بسبب استمرار الدعم الليبي. في محاولة لوقف التقدم التنزاني، وجه القذافي إنذار إلى نيريري، مطالبا بسحب قواته خلال 24 ساعة أو مواجهة معارضة القوات الليبية. وإذ علم نيريري أن القوات الليبية كانت موجودة بالفعل في أوغندا وقاتلت في لوكايا، فقد فوجئت بالإنذار النهائي. وبصرف النظر عن ذلك، رفض رسميا التهديد في بث إذاعي أعلن فيه أن دخول ليبيا إلى الحرب لم يغير رأي الحكومة التنزانية بشأن أمين. وبعد اعتراف القذافي بأن قواته متورطة، برر السفير الليبي لدى الأمم المتحدة رسميا التدخل بقوله إن الحكومة الأوغندية الشرعية طلبت مساعدة ليبية. وفي أواخر مارس، بدأت الصحافة الليبية مناقشة التدخل علنا، حيث صورته كشكل من أشكال الجهاد ضد التنزانيين.
وساعدت القوات الليبية المتبقية على إبطاء تقدم قوات الدفاع الشعبي التنزانية نحو كمبالا. أثناء عملية بادا عبدي، دُمِّرت عدة وحدات من القوات الليبية في اشتباكات مع قوات الدفاع الشعبي جنوب كمبالا. في 7 أبريل، هاجمت قوات الدفاع الشعبي التنزانية عنتيبي التي تركت ليدافع عنها الليبيون بعد فرار معظم الحامية الأوغندية. أما الليبيون فقد أبدوا مقاومة غير منظمة، وقد طغت عليهم قوات الدفاع الشعبي بسهولة. وقتل أكثر من 300 ليبي، وأُسر أكثر من 40 ليبياً، وأصيب، وجرح عشرات آخرين. وقد صودرت مخزونات كبيرة من الأسلحة الليبية. حاول العديد من الليبيين إخلاء كمبالا ولكنهم اعترضوا وقُتلوا. وفي أعقاب الخسائر التي وقعت في عنتيبي، كانت الروح المعنوية لدى الليبيين منخفضة للغاية. وأفادت التقارير بأن القوات الليبية أصبحت غير منضبطة بشكل متزايد، وقيل إن إحدى الجماعات التي كانت تحرس محطة فرعية لتوليد الطاقة في كمبالا قد قتلت في تبادل لإطلاق النار مع جنود من الجيش الأوغندي. وتفادياً لمزيد من التوترات العربية الأفريقية، قرر نيريري السماح للقوات الليبية الفرار من كمبالا والخروج بهدوء من الحرب دون مزيد من الإذلال.
قُتل نحو 600 ليبي خلال حرب أوغندا وتنزانيا، جُرح 1,800، في حين اعتُقل 56 ثم أُطلق سراحهم لاحقا من جانب التنزانيين. وقال الصحفي ج. ب. سميث إن هذه «خسائر فادحة في بلد لا يتجاوز 2.7 مليون نسمة». وفقد الليبيون المزيد من الرجال في أوغندا مقارنة بالحرب المصرية الليبية لعام 1977. وكانت هناك حالات عديدة أثناء الحرب قام فيها جنود من تنزانيا أو متمردون أوغنديون بإعدام الليبيين. وقال الضباط السياسيون التنزانيين لجنودهم إن «العرب» قادمون إلى أفريقيا جنوب الصحراء لإرجاع العبودية، مما جعل قوات الدفاع الشعبي غير راغبة في أخذ السجناء. ورداً على الدعم أو التعاطف على نطاق واسع من جانب العالم العربي، هدد أعضاء المعارضة الأوغندية بقتل كل مقاتل عربي أسير. وفي أحد الحوادث، زُعم أن متمردي فروناسا قاموا بقتل مجموعة من الليبيين الأسرى في دير كاثوليكي روماني بالقرب من كمبالا.

#### التحليلات والآثار
وعزا بولاك فشل القوات الليبية إلى تدني معنوياتهم الافتقار إلى الاستخبارات العسكرية. لم تكن لديهم خبرة في العمل في مناخ أوغندا، وكان معظم الجنود الليبيين من رجال الميليشيات المدربين تدريبا سيئا الذين لم يكونوا مستعدين لمثل هذه العملية. ومع ذلك، وحتى في ظل هذه الظروف، كان أداء الليبيين في القتال هزيلاً للغاية؛ ولكنهم فشلوا عموماً في الصمود حتى في أوضاع مواتية وإمكانية الوصول إلى معدات أفضل بكثير من التنزانيين. وأشار بولاك إلى أن الليبيين فشلوا في استخدام الاستطلاع الجوي، وبإرسال دوريات لجمع المعلومات الاستخباراتية، وحراسة طائراتهم، الذي جعلهم «يرتكبون أخطاء حول أوغندا وهم معصومو العينين». كما انتقد عدم قدرتهم بشكل عام على استخدام معداتهم الثقيلة بالإضافة إلى عدم قدرة ضباطهم على المبادرة أو التكيف. كما زعم الخبير الاستشاري الأمني أندرو ماكغريغور أن «الارتباك سادَ» بين قوة التدخل الليبية، وأن العملية برمتها كانت «كارثة عسكرية». بيد أن بولاك ذكر أن اللوجستيات الليبية كانت ناجحة، مشيرا إلى أن القوات الليبية لم تكن تفتقر إلى الإمدادات على الرغم من الظروف غير المؤاتية. وأشار إلى أن الجسر الجوي «عملية مثيرة للإعجاب بالنسبة لأي بلد، ناهيك عن بلد فقير الموارد بحاجةٍ ماسةٍ إلى موظفين أكفاء تقنيا مثل ليبيا».
وقد تسببت الهزيمة في أوغندا في توترات واستياء كبيرة في ليبيا. لقد كانت نكسة خطيرة لسياسة القذافي الخارجية، ويقال إنها تسببت في صراع داخل الحكومة الليبية. وأفادت التقارير بأن القوات المسلحة الليبية مستاءة من «هزيمتهم المخزية». كانت هناك احتجاجات شعبية أثناء الحرب وبعدها. دُفن العديد من الليبيين في مقابر جماعية في أوغندا. وفقا للصحيفة الألمانية دِر شبيغل، امر القذافي ان يدفن بعض الجنود الموتى في مقابر جماعية في الصحاري الليبية دون معرفة عائلاتهم. وبعد الصراع، ظهرت على جدران في منطقة ميناء طرابلس عدة كتابات، ذكرت فيها «أطردوا القاتل» التي أشارت إما إلى القذافي أو عيدي أمين الذي كان يعيش في المدينة بعد فراره من أوغندا. وفي ذلك الوقت، ألقت قوات الأمن الليبية القبض على المدنيين الليبيين الذين رصدوا أمين دون إذن أو حاولوا الاتصال به. غادر أمين البلد بعد أن دخل حراسه الشخصيون إلى «نزاع عنيف» مع السلطات الليبية.
حافظت ليبيا على وجودها في أوغندا خلال العقود التالية، وواصلت ممارسة نفوذ اقتصادي وسياسي وعسكري محدود. في عام 2008، كان من المفترض أن يزور القذافي أوغندا وأن يكشف النقاب عن لوحة بالقرب من الحدود بين أوغندا وتنزانيا التي كرمت قوة التدخل الليبية. وألغيت هذه المناسبة بعد أن قيل للقذافي من قبل مفتي أوغندا عبيد كاموليغيا أن الرئيس الأوغندي يوري موسفني شارك حسب ما يزعم في المذبحة التي ارتكبها مقاتلو فروناسا في عام 1979. وفي المقابل، انتقد موسيفيني قرار القذافي بالتدخل في الحرب الأوغندية التننزانية، محتجاً بأن الافتراض بأن أوغندا «بلد مسلم» حيث يتعرض أمين وغيره من المسلمين للتهديد من جراء الاضطهاد المسيحي، هو افتراض خاطئ.

### باكستان
أقام عيدي أمين علاقات مع باكستان واستعان باكستانيين ليحلوا محل الموظفين المدنيين الآسيويين والموظفين التقنيين الذين طُردوا في عام 1972. وتفيد التقارير بأن بعض الخبراء الباكستانيين الذين يؤيدون آمين قد رأوه كبطل للإسلام. وكان حوالي 200-350 خبيرا باكستانيا متمركزين في أوغندا منذ أوائل عام 1978، مما وفر دعما حاسما للقطاع الطبي الذي يواجه صعوبات في أوغندا، والإدارة، والاقتصاد، والنظام القضائي.
وعندما فُصل وزير المالية الأوغندي موسى علي (الذي كان له صلات وثيقة مع باكستان) في عام 1978، تفاقمت العلاقات بين باكستان وأوغندا سوءا، وطرد عدد كبير من الأفراد الباكستانيين من البلد. بيد أن عدة باكستانيين ظلوا يقيمون في أوغندا وأيدوا حكومة أمين خلال الحرب. وذكرت صحيفة أفريقيا أن «المصادر المطلعة» تدعي أن «التقنيين الباكستانيين وأفراد القوات الجوية» يدعمون الجيش الأوغندي في عملياته ضد قوات الدفاع الشعبي التنزاني. وواصل القائم بالأعمال الباكستاني القيام بدور «العيون والآذان» التي عينها أمين حتى هدّدت مجموعة من الجنود الأوغنديين عائلته وسط تدهور الحالة الأمنية، مما دفعه إلى الفرار إلى كينيا. كان فاروق مالك، ضابط مخابرات، ومحمد سعيد، رئيس القضاة في أوغندا، الشخصان الأكثر بروزا من أصل باكستاني في نظام أمين. حاول كلاهما دعم الحكومة الأوغندية أثناء الحرب، ولم يفرّا إلا قبل فترة وجيزة من سقوط كمبالا.
وألقت قوات الدفاع الشعبي القبض على مواطن باكستاني أثناء الحرب. كان يخدم مع الليبيين. من المعروف أن ليبيا استخدمت «مدربين باكستانيين» لدعم حلفائها.

### السعودية
وتفيد التقارير أن أمين سافر إلى السعودية مرتين لطلب المساعدة المالية أثناء الحرب الأوغندية التنزانية. ووفقاً لـ «مصادر الاستخبارات»، طلب أيضاً من المملكة العربية السعودية إرسال قوات لمساعدة حكومته. وذكرت افريكيان ريفيو أن السعودية قدمت «مساعدة عسكرية» إلى حكومة أمين عام 1978 / 79. كما زعم الصحفي مارك ياريد أن السعودية دعمت أمين خلال الحرب.

## الدعم المؤكد من جانب الجهات الفاعلة من غير الدول

### منظمة التحرير الفلسطينية
قبل الحرب الأوغندية التنزانية، كان لمنظمة التحرير الفلسطينية وجود قوي في أوغندا، مستخدمة البلد لتدريب المقاتلين والطيارين. كان هناك نحو 400 مقاتل فلسطيني متمركزين للتدريب في أوغندا. وفي مقابل الدعم الأوغندي، عمل أعضاء منظمة التحرير الفلسطينية كطيارين في القوات الجوية التابعة للجيش الأوغندي، وعززوا مكتب البحوث الحكومية، وهو وكالة الاستخبارات الأوغندية. كما أرسلوا المسعفين والمعلمين إلى أوغندا. كثيرا ما نصح موظفو السفارة المحلية في منظمة التحرير الفلسطينية الحكومة الأوغندية. ووفقاً لمصدر فلسطيني، تم استشارة السفير الفلسطيني خالد الشيخ حتى بشأن تعيين وزراء أوغنديين. خدم الفلسطينيون في الحرس الشخصي لأمين.
وعقب الغزو الأوغندي لكاغيرا، أرسلت منظمة التحرير الفلسطينية قواتها للعمل إلى جانب جيش أوغندا على الحدود التنزانية. واعتبر الفلسطينيون أمين حليفا هاما، واعتبروا الحرب مع تنزانيا تهديدا محتملا لوجودهم في المنطقة. وقُتل عدة جنود تابعين لمنظمة التحرير الفلسطينية ينتمون إلى فتح في اشتباكات مع قوات الدفاع الشعبي على طول الحدود الأوغندية - التنزانية وجنوب ماساكا. وقد قام التنزانيين بتحديد هوياتهم على أساس الأوشحة المعتادة وبطاقات الهوية. وفي مرحلة مبكرة من الحرب، أُرسل المفوض السياسي العام لمنظمة التحرير الفلسطينية عزت أبو الرب إلى أوغندا لتقييم الوضع. وفي أعقاب اجتماع مع أمين، أجرى عددا من الجولات الميدانية. واعتبر عزت أبو الرب أن الحكومة الأوغندية في حاجة ماسة إلى دعم عسكري، في حين أن سقوط حكومة أوغندا من شأنه أن يضر بقضية منظمة التحرير الفلسطينية. وبناء على ذلك، قرر زعماء منظمة التحرير الفلسطينية ياسر عرفات و‌خليل الوزير و‌سعد صايل إرسال المزيد من المعونة إلى أوغندا. وأوفدت فريقا من الخبراء، يتألف من العقيد مطلق حمدان (اسم مستعار «أبو فواز»)، رئيس الكلية العسكرية لمنظمة التحرير الفلسطينية، وقائد المدفعية الرائد واصف عريقات، والنقيب جمعة حسن حمد الله، والنقيب إبراهيم عوض. وكان من المفترض أن يساعدوا القيادة العليا الأوغندية في تنظيم المجهود الحربي. وبالإضافة إلى ذلك، تم إرسال 40 من المغاورين الآخرين التابعين لمنظمة التحرير الفلسطينية مع وحدة ليبية.
وشارك قادة منظمة التحرير الفلسطينية مشاركة عميقة في التخطيط لشن هجوم مضاد من أجل دحر قوات الدفاع الشعبي التي احتلت جنوب أوغندا. وأسفرت هذه العملية المشتركة بين أوغندا وليبيا والفلسطينيين عن معركة لوكايا، حيث خدم مقاتلو منظمة التحرير الفلسطينية في الوحدات الأوغندية، مع قيادة العقيد حمدان في قيادة دبابة وقوات مشاة، في حين تولى الرائد عريقات قيادة جزء من المدفعية. وادعت منظمة التحرير الفلسطينية فيما بعد أن واحداً فقط من الفلسطينيين قد قتل، وأصيب 8 آخرون، منهم حمدان، وعريقات، وعوض.